# Curt-Heinz Merkel
Curt-Heinz Merkel (* 22. November 1919 in Hamburg; † 25. Februar 2000 in Berlin) war ein deutscher Politiker (SED). Er war Minister für Handel und Versorgung der DDR.

## Leben
Merkel wurde als Sohn einer Arbeiterfamilie geboren. Er besuchte die Volksschule, absolvierte eine kaufmännische Lehre und arbeitete als Verkäufer in einer Lebensmittelgroßhandlung in Hamburg. Von 1937 bis 1939 war er Leiter einer Filiale. Am 20. Dezember 1938 beantragte er die Aufnahme in die NSDAP und wurde rückwirkend zum 1. September desselben Jahres aufgenommen (Mitgliedsnummer 7.018.940). Von 1939 bis 1945 leistete Merkel Kriegsdienst als Feldwebel im Grenadier-Regiment 154 der Wehrmacht.
Nach Kriegsende trat er 1946 der SED bei. Von 1946 bis 1949 war Angestellter bei den Konsumgenossenschaften in Zeitz und Querfurt. Er war Verkaufsstellenleiter und dann Leiter der Genossenschaftsschule der Handelsorganisation (HO) in Zeitz. 1950 wurde er als Abgeordneter in den Kreistag Zeitz gewählt. 1951/1952 studierte er an der Deutschen Verwaltungsakademie in Forst Zinna und wurde nach Abschluss des Studiums Abteilungsleiter bzw. Kontorleiter sowie stellvertretender Generaldirektor der Deutschen Innen- und Außenhandelsgesellschaft (DIA) Genuss und Nahrung und dann 1954 Gruppenleiter im Ministerium für Außenhandel und Innerdeutschen Handel der DDR. Von 1956 bis 1959 war er stellvertretender Minister für Außenhandel und Innerdeutschen Handel. Von 1959 bis 1963 arbeitete er im Ministerium für Handel und Versorgung der DDR, zuerst als Staatssekretär und von Juli 1959 bis Oktober 1963 als Minister. Er nahm dann ein Hochschulstudium auf, das er als Diplom-Wirtschaftler abschloss. Anschließend war er von April 1969 bis Februar 1988 Direktor der HO-Bezirksdirektion Berlin.
Curt-Heinz Merkel starb im Alter von 80 Jahren.

## Auszeichnungen
- Verdienstmedaille der DDR (1959)
- Orden „Banner der Arbeit“ Stufe II (1977) und Stufe I (1987, im Kollektiv)
- Vaterländischer Verdienstorden in Silber (1980)[4] und in Gold (1984)
- Ehrentitel Verdienter Mitarbeiter des Handels der Deutschen Demokratischen Republik (1988)